# 雅罗斯拉夫尔
雅罗斯拉夫尔（羅馬化：Yaroslavl'）是俄罗斯的一个城市，位于伏尔加河和科托罗斯尔河相会之处。为雅罗斯拉夫尔州首府。人口 591 374（2011年一月统计）。雅罗斯拉夫尔 - 俄罗斯联邦中央联邦区的按人口数量排名第三大的城市。城市作为一个重要的交通枢纽，连接前往莫斯科，沃洛格达，雷宾斯克，科斯特罗马，伊万诺沃和基洛夫方向的铁路和公路。同时雅罗斯拉夫尔还拥有内河港口和机场。全市占地面积205平方公里。全市划分为六个行政区：捷尔任斯基区，伏尔加河区，基洛夫区，克拉斯诺彼列科普斯克区，列宁区，伏龙芝。
雅罗斯拉夫尔是俄罗斯最古老的城市之一，建立于11世纪并于17世纪达到其发展尖峰，在2010年雅罗斯拉夫尔市庆祝了它的建市一千年诞辰。通常在雅罗斯拉夫尔市城市日于5月的最后一个星期六庆祝（2010年，城市一千年诞辰庆祝活动于9月10到12日举行）。城市的历史中心位于伏尔加河和科托罗斯尔河的汇流处，并被联合国教科文组织评定为世界文化遗产。同时雅罗斯拉夫尔历来被认为是俄罗斯金环的主要组成地区之一。
同时它也是一个工业重镇。

## 友好城市
- 法國 普瓦捷

## 延伸阅读
- Annette M. B. Meakin. . . London: Hurst and Blackett. 1906  [2020-02-25]. OCLC 3664651. （原始内容存档于2021-05-08）.
- Chisholm, Hugh (编). .  28 (第11版). London: Cambridge University Press: 907. 1911.
- Историческая информация о городе Ярославль （页面存档备份，存于） （俄文）